# Michel Blanc

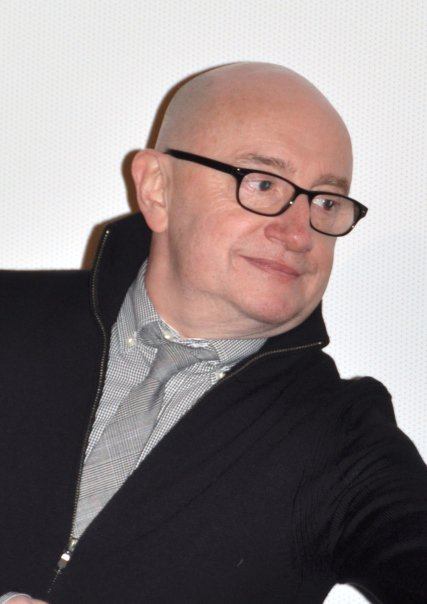
Michel Blanc (2009)

Michel Blanc [miʃɛl blɑ̃] ⓘ (* 16. April 1952 in Courbevoie; † 3. Oktober 2024 in Paris) war ein französischer Schauspieler, Drehbuchautor und Regisseur. Er spielte in mehr als 70 Filmen mit und wurde 2012 mit dem César ausgezeichnet.

## Leben

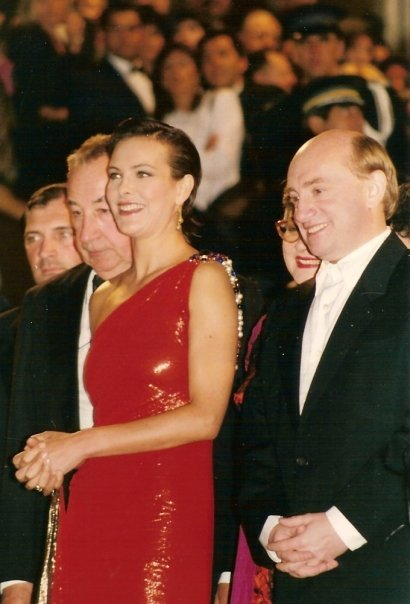
Michel Blanc (rechts) 1994 in Cannes

Michel Jean François Blanc wurde am 16. April 1952 in Courbevoie geboren.
In den 1970er Jahren schloss er sich mit seinen Freunden Josiane Balasko, Marie-Anne Chazel, Christian Clavier, Gérard Jugnot und Thierry Lhermitte, von denen er die meisten schon im Lycée kennengelernt hatte, zu einer Theatergruppe zusammen, die unter dem Namen Le Splendid erfolgreich wurde und später auch Filme drehte.
Von 1975 an wirkte Blanc, zunächst meist mit den anderen Mitgliedern von Le Splendid, in zahlreichen Kinofilmen und einigen TV-Produktionen mit. Es handelte sich vorwiegend um Komödien, darunter die Trilogie Les Bronzés. In dieser Zeit spielte er meist etwas schräge Verlierertypen oder tollpatschige Aufreißer.
Bei einigen Filmen war er auch für Regie und Drehbuch verantwortlich. Sein Regiedebüt Zwei Fische auf dem Trockenen (Marche à l’ombre, 1984) war ein großer Erfolg und markierte seinen Abschied von der Splendid-Truppe.
Für seine Rolle in der Erotikkomödie Abendanzug, in der er neben Gérard Depardieu und Miou-Miou spielte, gewann er bei den Internationalen Filmfestspielen von Cannes 1986 den Preis für den besten männlichen Darsteller, den er sich mit dem britischen Schauspieler Bob Hoskins teilte. In der Folge spielte er zunehmend ernste Rollen. Bei den Internationalen Filmfestspielen von Cannes 1994 gewann er für das Drehbuch zu seinem Film Grosse fatigue den Drehbuchpreis.
Sowohl als Schauspieler als auch als Regisseur wurde er mehrmals für den César nominiert, den er 2012 für die Rolle des zurückhaltenden Stabschefs Gilles in Pierre Schoellers Politdrama Der Aufsteiger als bester Nebendarsteller erhielt.
Michel Blanc starb am 3. Oktober 2024 im Alter von 72 Jahren in einem Pariser Krankenhaus an einem Herzinfarkt infolge eines anaphylaktischen Schocks nach der Verabreichung eines Kontrastmittels für eine medizinische Untersuchung.

## Filmografie
- 1975: Le Bol d’air (Kurzfilm)
- 1975: Wenn das Fest beginnt … (Que la fête commence …)
- 1975: Unser Weg ist der beste (La meilleure façon de marcher)
- 1976: Schinken mit Ei (Attention les yeux!)
- 1976: Je t’aime (Je t’aime … moi non plus)
- 1976: Computer morden leise (L’Ordinateur des pompes funèbres)
- 1976: Der Mieter (Le Locataire)
- 1976: Ein Tolpatsch auf Abwegen (On aura tout vu!)
- 1977: Le Diable dans la boîte
- 1977: Verwöhnte Kinder (Des enfants gâtés)
- 1977: Vous n’aurez pas l’Alsace et la Lorraine
- 1977: Le Point de mire
- 1978: Le Beaujolais nouveau est arrivé
- 1978: Chaussette surprise
- 1978: Brigade mondaine
- 1978: La Tortue sur le dos
- 1978: Temps d’une république: Le bord de la mer (TV)
- 1978: Die Strandflitzer (Les bronzés)
- 1979: Les Héros n’ont pas froid aux oreilles
- 1979: Mädchenjahre (L’Adolescente)
- 1979: Pierrot mon ami (TV)
- 1979: Hallo – ich mag dich (Cause toujours… tu m’intéresses!)
- 1979: Sonne, Sex und Schneegestöber (Les Bronzés font du ski)
- 1979: La Gueule de l’autre
- 1979: Rien ne va plus
- 1980: Das Traumpferd (Le Cheval d’orgueil)
- 1981: Viens chez moi, j’habite chez une copine
- 1982: Ma femme s’appelle reviens
- 1982: Da graust sich ja der Weihnachtsmann (Le Père Noël est une ordure)
- 1983: Circulez y a rien à voir
- 1983: Papy fait de la Résistance
- 1984: Jerry, der total beknackte Cop (Retenez-moi ou je fais un malheur)
- 1984: Zwei Fische auf dem Trockenen (Marche à l’ombre)
- 1984: Nemo
- 1985: Samedi, samedi (Drôle de samedi)
- 1986: Abendanzug (Tenue de soirée)
- 1986: Ich hasse Schauspieler! (Je hais les acteurs)
- 1986: Die Flüchtigen (Les Fugitifs)
- 1988: Une nuit à l’assemblée nationale
- 1988: Sans peur et sans reproche
- 1989: Die Verlobung des Monsieur Hire (Monsieur Hire)
- 1989: Liebe, Betrug und andere Leidenschaften (Chambre à part)
- 1990: Liebesroulette (Strike It Rich, Fernsehfilm)
- 1990: Uranus
- 1991: Merci la vie
- 1991: Les Secrets professionnels du Dr Apfelglück
- 1991: Der Gefallen, die Uhr und der sehr große Fisch (The Favour, the Watch and the Very Big Fish)
- 1991: Prosperos Bücher (Prospero’s Books)
- 1993: Toxic Affair – Die Fesseln der Liebe (Toxic Affair)
- 1994: Grosse fatigue (auch Regie)
- 1994: Prêt-à-porter
- 1994: Das Monster (Il Mostro)
- 1996: La Tournee – Bühne frei für drei Halunken (Les grands ducs)
- 1999: Mauvaise passe (nur Regie)
- 2002: Küss mich, wenn du willst (Embrassez qui vous voudrez)
- 2004: Madame Édouard
- 2005: Sie sind ein schöner Mann (Je vous trouve très beau)
- 2006: Les Bronzés 3 – amis pour la vie
- 2007: Wir waren Zeugen (Les témoins)
- 2007: Le deuxième souffle
- 2008: School’s Out – Schule war gestern (Nos 18 ans)
- 2009: La Fille du RER
- 2009: Une petite zone de turbulences
- 2011: Et soudain tout le monde me manque
- 2012: Der Aufsteiger (L’Exercice de l’état)
- 2014: Madame Mallory und der Duft von Curry (The Hundred-Foot Journey)
- 2014: Zu Ende ist alles erst am Schluss (Les Souvenirs)
- 2015: Aladin – Tausendundeiner lacht! (Les Nouvelles Aventures d’Aladin)
- 2016: Die Super-Cops – Allzeit verrückt! (Raid dingue)
- 2018: Voyez comme on danse (auch Regie)
- 2019: Ein Doktor auf Bestellung (Docteur?)
- 2024: Es sind die kleinen Dinge (Les petites victoires)
- 2025: La cache

## Auszeichnungen

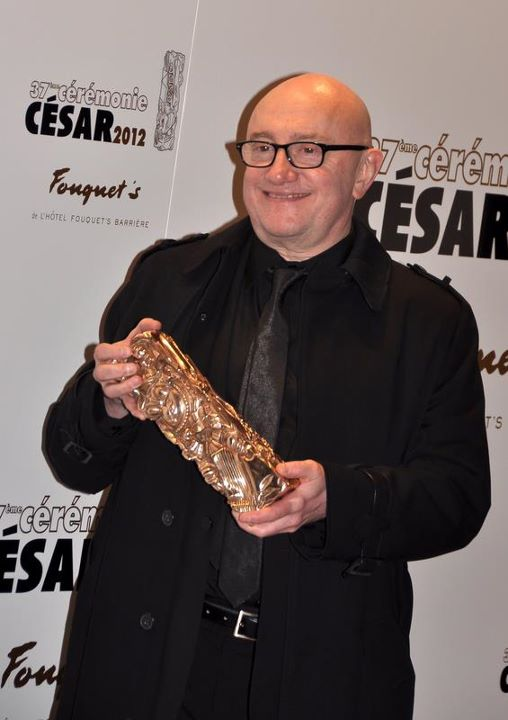
Michel Blanc mit dem César für Der Aufsteiger, 2012

- 1985: César-Nominierung, Bestes Erstlingswerk, für Zwei Fische auf dem Trockenen
- 1986: Darstellerpreis der Internationalen Filmfestspiele von Cannes für Abendanzug
- 1987: César-Nominierung, Bester Hauptdarsteller, für Abendanzug
- 1990: César-Nominierung, Bester Hauptdarsteller, für Die Verlobung des Monsieur Hire
- 1994: Drehbuchpreis der Internationalen Filmfestspiele von Cannes für Grosse fatigue
- 1994: National Board of Review Award, Bestes Schauspielensemble, für Prêt-à-Porter
- 1995: César-Nominierung, Bestes Drehbuch, für Grosse fatigue
- 2003: César-Nominierung, Bestes Drehbuch, für Küss mich, wenn du willst
- 2007: César-Nominierung, Bester Hauptdarsteller, für Sie sind ein schöner Mann
- 2007: Darstellerpreis des bulgarischen Love is Folly International Film Festival für Sie sind ein schöner Mann
- 2008: César-Nominierung, Bester Hauptdarsteller, für Wir waren Zeugen
- 2012: César, Bester Nebendarsteller, für Der Aufsteiger